# مرثیه (فیلم ۲۰۰۸)
شعر سوگ (به انگلیسی: Elegy) فیلمیست آمریکایی محصول سال ۲۰۰۸ به کارگردانی ایزابل کوشت و با بازی بن کینگزلی و پنلوپه کروز است.

## خلاصه داستان
پروفسور کپش (بن کینگزلی) که استاد ادبیات در دانشگاه کلمبیا است، گاهی برای مجله‌های ادبی نقد می‌نویسد و همچنین در شبکه‌های تلویزیونی به عنوان منتقد ادبی شناخته شده‌است. کپش با توجه به این سوابقش با یکی از شاگردان کوبایی‌تبار خود به اسم کنسوئلا (پنلوپه کروز) رابطه‌ای بر قرار می‌کند رابطه‌ای که به هیچ وجه قرار نیست پایانی خوش داشته باشد.
این فیلم در فهرست سکسی‌ترین فیلم‌های تاریخ سینمای جهان که توسط وبگاه بانک اطلاعات اینترنتی فیلم‌ها (IMDb) منتشر شد، مقام دهم را کسب کرد.